# Konvergentní myšlení
Konvergentní myšlení je termín, který vytvořil Joy Paul Guilford jako protiklad k divergentnímu myšlení. Konvergentní myšlení obecně znamená schopnost "správně" odpovědět na standardní otázky, k jejichž zodpovědění není podstatná kreativita, jako například ve většině úkolů ve škole nebo ve standardizovaných multiple-choice testech inteligence.

## Důležitost
Jedná se o typ myšlení, které se zaměřuje na to, že odpovědět na otázku či problém lze jednou, obecně zavedenou odpovědí. Je orientováno na vyvození jediné nejlepší nebo nejčastěji správné odpovědi na otázku. Konvergentní myšlení zdůrazňuje rychlost, správnost a logiku a zaměřuje se na rozpoznávání známých technik, jejich opětovné používání a shromažďování uložených informací. Toto myšlení je nejefektivnější v situacích, kdy odpověď je snadno dostupná a jen si ji musíme vybavit nebo zpracovat prostřednictvím rozhodovacích strategií. Kritickým aspektem konvergentního myšlení je to, že vede k jediné nejlepší odpovědi a nenechává žádný prostor pro nejednoznačnost. Z tohoto pohledu jsou odpovědi buď správné anebo špatné. Řešení, které je odvozeno na konci konvergentního procesu myšlení, je většinou tou nejlepší odpovědí.
Konvergentní myšlení je také spojeno se znalostmi, neboť zahrnuje manipulaci s existujícími poznatky pomocí standardních postupů. Znalosti jsou další důležitou stránkou tvořivosti. Jsou zdrojem nápadů, naznačují cesty k řešením a poskytují kritéria efektivity a novosti. Konvergentní myšlení se používá jako nástroj při řešení kreativních problémů. Když člověk využívá k řešení problému kritické myšlení, tak k rozhodnutí záměrně používá určité standardy nebo pravděpodobnosti. Na rozdíl od divergentního myšlení, kdy je rozhodnutí odkládáno po dobu hledání a zvažování mnoha možných řešení.
Konvergentní myšlení je často používáno ve spojitosti s divergentním myšlením. Divergentní myšlení se obvykle volně vynořuje a je používáno spontánním způsobem, při němž je produkováno mnoho kreativních myšlenek, které jsou následně vyhodnocovány. V krátkém čase se je prozkoumáno několik možných řešení a jsou vytvářena i nečekaná spojení mezi informacemi. Po dokončení procesu divergentního myšlení jsou informace a nápady organizovány a strukturovány za využití konvergentního myšlení do rozhodovacích strategií, které vedou k jediné správné odpovědi nebo té nejčastěji správné. Mezi příklady divergentního myšlení patří používání brainstormingu, volného psaní a kreativního myšlení na začátku procesu řešení problémů, aby se vytvořila možná řešení, která budou později vyhodnocena. Jakmile je prozkoumáno dostatečné množství nápadů, lze využít konvergentního myšlení. Znalosti, logika, pravděpodobnost a další rozhodovací strategie jsou při řešení problému brány v úvahu a jednotlivě vyhodnocovány při hledání jednoznačné nejlepší odpovědi.

## Konvergentní vs. divergentní myšlení

### Osobnost
Výzkumy říkají, že existuje korelace mezi osobností a divergentním a konvergentním myšlením. Výsledky ukazují, že dvě osobnostní charakteristiky jsou signifikantně spojené s divergentním myšlením. Zjistilo se, že otevřenost a extroverze usnadňují divergentní myšlení. Otevřenost udává naši intelektuální zvědavost, představivost, umělecké zájmy, liberální postoje a originalitu. Není překvapující, že otevřenost byla shledána jako jeden nejsilněji korelujích osobnostích rysů s divergentním myšlením, neboť předešlé studie již navrhovaly, že otevřenost může být interpretována jako zástupce kreativity. Přestože u otevřenosti jsou vnímány individuální rozdíly jinak než u kreativity, vysoká korelace mezi otevřeností a konvergentním myšlením svědčí o dvou různých způsobech měření stejných aspektů tvořivosti. Otevřenost podává sebeobraz o preferencích člověka v myšlení "outside the box".
Nebyl nalezen žádný vliv osobnostních rysů na konvergentní myšlení, což naznačuje, že znaky osobnosti dle Big five jsou lepším prediktorem divergentního myšlení než myšlení konvergentního. Z této skutečnosti také vyplývá, že všechny typy jedinců využívají konvergentní myšlení stejně nehledě na jejich osobnostní rysy.

### Intelektuální schopnost
K měření konvergentního i divergentního myšlení u adolescentů byla použita série standardizovaných inteligenčních testů. Výsledky ukazují, že participanti zařazení do skupiny s vysokou schopností divergentního myšlení měli signifikantně vyšší plynulost slov a četby než participanti, kteří patřili do skupiny s nízkou schopností divergentního myšlení.
Oproti tomu participanti, kteří vykazovali vysokou schopnost konvergentního myšlení měli vyšší studijní průměr z předchozího školního roku, menší potíže s domácími úkoly a bylo také prokázáno, že v těchto případech jsou participanti tlačeni rodiči do vysokoškolského vzdělání.

## Praktické použití
Konvergentní myšlení je základním nástrojem při vzdělávání dítěte. V dnešní době je většina vzdělávacích příležitostí spojena s výkonem ve standardizovaných testech, které jsou ve většině případů konstruovány jako multiple choice. Když student uvažuje o všech dostupných možných řešeních, používá konvergentní myšlení, aby zvážil všechny alternativy v rámci konstruktu. To mu umožňuje najít právě to jedno nejsprávnější řešení, které je měřeno.